# Digitaria manongarivensis
Digitaria manongarivensis är en gräsart som beskrevs av Aimée Antoinette Camus. Digitaria manongarivensis ingår i släktet fingerhirser, och familjen gräs. Inga underarter finns listade i Catalogue of Life.